# Divi Divi Air
Divi Divi Air est une petite compagnie aérienne, fondée en 2001, effectuant des vols réguliers entre Curaçao, Aruba et Bonaire.
La compagnie est nommée en l'honneur du divi-divi, un arbre commun dans la région des États caribéens liés aux Pays-Bas. 

## Destinations
Des vols réguliers sont assurés entre  Curaçao et  Bonaire. La compagnie dessert également les aéroports qui suivent. 
- Aéroport international de Curaçao (Curaçao)
- Aéroport international Flamingo-Bonaire (Bonaire)
- Aéroport international Reine-Béatrix (Aruba)
- Aéroport international Princesse-Juliana (Sint Maarten)

## Flotte
- 3 Britten-Norman Islander BN-2A (reg. PJ-SUN, PJ-SKY, PJ-SEA)
- 1 Cessna 402B (reg. PJ-BMV)